# Tecate
Tecate là một đô thị thuộc bang Baja California, México. Năm 2005, dân số của đô thị này là 91021 người.